# Hypocrisy (album)
Hypocrisy är det svenska death metal-bandet Hypocrisys femte studioalbum och släpptes 1999.

## Låtlista
1. "Fractured Millennium" − 5:14
2. "Apocalyptic Hybrid" − 4:04
3. "Fusion Programmed Minds" − 4:39
4. "Elastic Inverted Visions" − 6:16
5. "Reversed Reflections" − 4:29
6. "Until the End" − 5:54
7. "Paranormal Mysterio" − 4:39
8. "Time Warp" − 3:51
9. "Disconnected Magnetic Corridors" − 5:25
10. "Paled Empty Sphere" − 6:15
11. "Selfinflicted Overload" (bonusspår på digipak-utgåvan) − 4:38